# Mohammad Babulfath
Mohammad Babulfath, född den 17 november 1978 i Teheran, Iran är en före detta brottare.
Hans familj bosatte sig i Sverige och Mora när Mohammad var åtta år. Han brottades för Mora Orsa BK (1987–1990), Haninge BK (1990–1993) och Spårvägens BK 1993–2008. Mellan 2010 och 2016 var han assisterande förbundskapten för Sverige i brottning.
Babulfath vann fyra SM-guld i 74-kilosklassen (2002, 2003, 2006 och 2008) samt två lag-SM (1999 och 2003). Internationellt är hans bästa meriter två fjärdeplatser, vid världsmästerskapen i brottning 2005 och Europamästerskapen i brottning 2003. Han deltog även vid olympiska sommarspelen 2004 men skadade sig i första matchen.
Han är gift med Ida Hellström som också var brottare. De har fyra barn, bland annat judokan Tara Babulfath född 2006. Född 2008 Hanna Babulfath och född 2009 Tiam Babulfath och även född 2016 Philip Babulfath heter de.